# Пияде, Моша
Мо́ша (Мо́ше) Пия́де (серб. Моша Пијаде или серб. Моше Пијаде; 4 января 1890, Белград — 15 марта 1957, Париж, похоронен в Белграде) — деятель югославского партизанского движения, генерал-майор, один из ближайших соратников Иосипа Броз Тито, член Югославской компартии с 1920, после Второй мировой войны — государственный деятель Сербии и Югославии.

## Биография
Родился в богатой семье евреев-сефардов. Окончил начальную гимназию, в 1905—1910 изучал изобразительное искусство в ремесленно-художественной школе в Белграде, в частной школе и Академии художеств в Мюнхене и в академии Гранд-Шомьер в Париже. В 1910 году вернулся в Белград, занимался живописью. Увлекался также журналистской работой, занимал должность секретаря ассоциации журналистов в 1911—1912. Активно участвовал в общественной жизни, присоединился к кругам левой интеллигенции, выступал за объединение южнославянских областей Австро-Венгрии с независимой Сербией. В 1913—1915 — преподаватель черчения в гимназии в Охриде. В марте-декабре 1919 издавал ежедневную газету «Слободна реч» (Свободное слово).
В 1920 вступил в Социалистическую партию Королевства сербов, хорватов и словенцев, преобразованную в июне того же года в Коммунистическую партию Королевства сербов, хорватов и словенцев. В 1921 г., вскоре после запрещения КПЮ, Пияде вошёл в подпольное руководство партии из трёх человек, но вскоре был арестован. Выпущенный на свободу (в том же году), он продолжал революционную деятельность, занимался созданием прокоммунистических профсоюзов, Независимой рабочей партии (1923), которая была легальным прикрытием КПЮ, сотрудничал в нелегальной печати, редактировал орган партии «Коммунист».
В конце 1924 г. Пияде был вновь арестован и в феврале 1925 г. осуждён на 12 лет тюрьмы (в 1934 г. ему добавили ещё два года «за подстрекательство заключённых к неповиновению»). В Лепоглавской тюрьме, в которой он отбывал наказание, Моше организовал курсы марксизма, партийные комитеты среди заключённых (совместно с И. Броз Тито), партийную школу, редактировал её теоретический орган «ЗБ» («За большевизацию»), совместно с Родолюбом Чолаковичем перевел на сербохорватский язык «Капитал» и другие работы Карла Маркса, стихи Шарля Бодлера, занимался живописью («Подросток», 1926; «Натюрморт с яйцами», 1927; портреты И. Броз Тито, 1930; Д. Поповича, 1936, и др.).
В 1939—1941 гг. жил в Белграде, работал художником. За коммунистическую работу был снова арестован и отправлен в концлагерь в Билече, где находился до марта 1941 г.
После начала войны немедленно организует партизанское движение в Черногории, с декабря 1941 г. входит в штаб Народно-освободительной армии Югославии, где руководит экономическим отделом. Автор законодательства, действовавшего на контролируемых партизанами территориях. В 1943 г. основал Телеграфное агентство новой Югославии (ТАНЮГ).
Осенью 1944 и в начале 1945 гг. находился с политической миссией в Москве. После освобождения Югославии избран в Народную скупщину Югославии и Народную скупщину Сербии. Был сторонником переустройства Югославии на федеративных основах.
С июня 1948 г. Пияде — член Политбюро ЦК КПЮ (с ноября 1952 г член исполкома Союза коммунистов Югославии). В развернувшейся борьбе с И. Сталиным, компартией Советского Союза и её сателлитами как теоретик и публицист Пияде отстаивал КПЮ и её лидера И. Тито («Сказка о советской помощи народному восстанию в Югославии», Белград, 1950). За это удостоился особой «чести» — по словам Хрущёва, Сталин лично дописал ругательный пассаж про Пияде в черновик передовицы «Правды»:
Настанет день, и на главной площади Белграда будет повешена кровавая собака Тито, а у его ног будет сидеть и выть маленькая шавка Моше Пьяде.
Был председателем конституционной и законодательной комиссий Народной скупщины Югославии до января 1953 г.. В 1953 г. Пияде был назначен вице-председателем Союзного исполнительного веча (правительства) Югославии, с января 1954 г. был председателем парламента — Союзной народной скупщины Югославии. Неоднократно выезжал с дипломатическими миссиями в различные страны Европы.
В 1955 г. без объяснения причин ушёл из политической жизни и уехал в Париж. Умер в 1957 г., позже его прах был перевезен в Югославию и похоронен в Калемегдан в Белграде в Гробнице народных героев рядом с другими известными деятелями революционного, народно-освободительного и партизанского движения, такими как, И. Милутинович, Д. Дакович и И.Рибар.

## Награды
- Орден народного героя
- Орден Героя Социалистического труда
- Орден братства и единства
- Орден Партизанской звезды
- Орден «За заслуги перед народом» I степени
- Орден народного освобождения
- Орден «За храбрость»

## Галерея

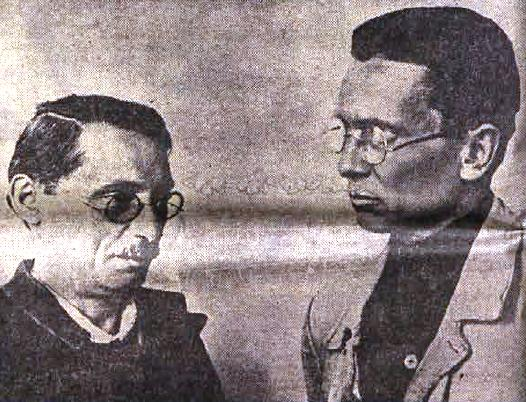
Пияде и Тито в Лепоглавской тюрьме
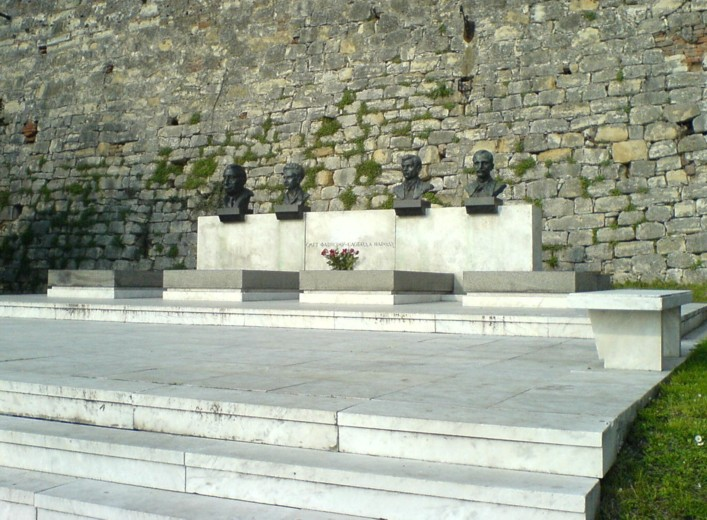
Могила Народных героев. Пияде — первый слева.
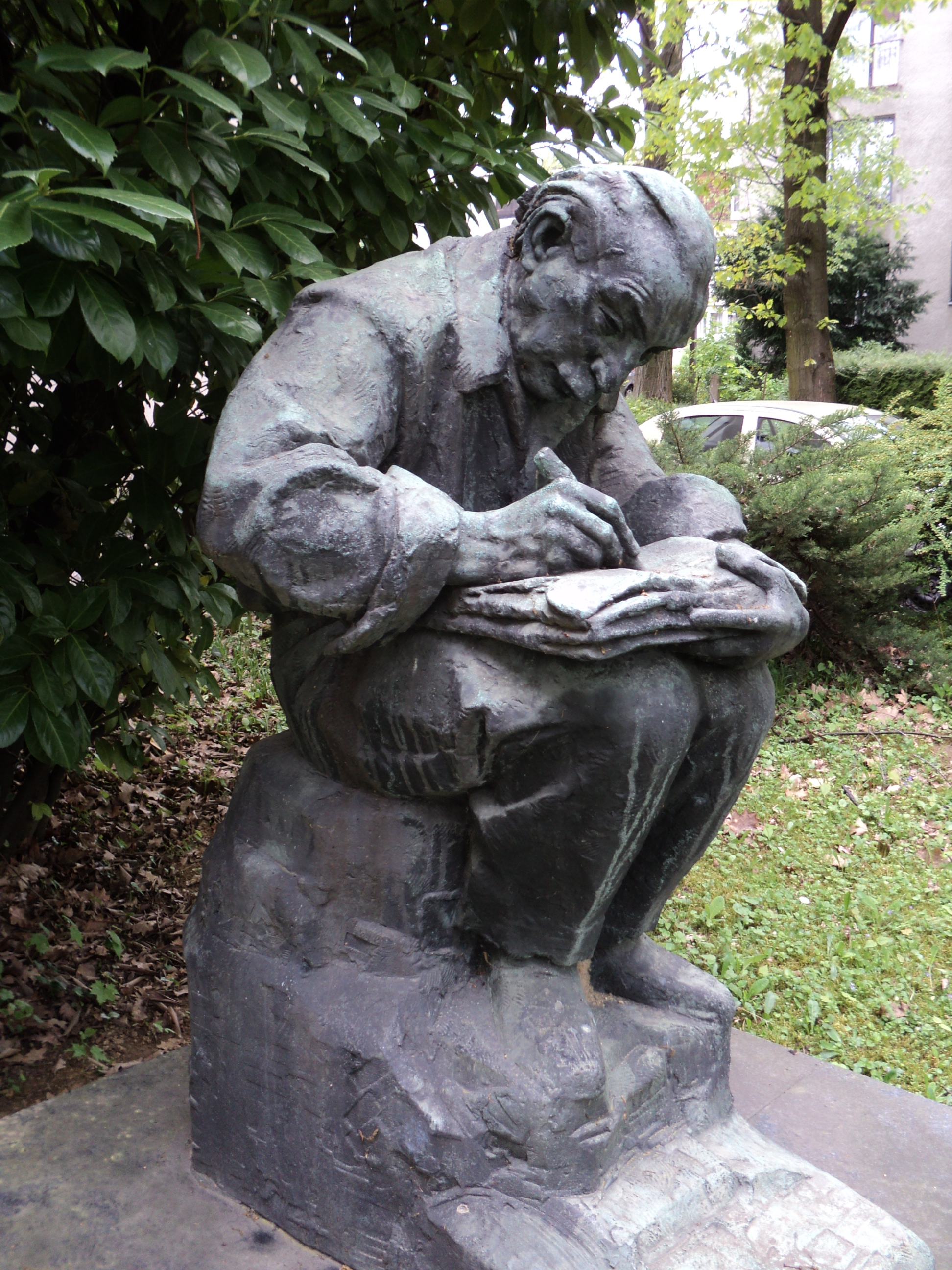
Памятник Пияде в Загребе
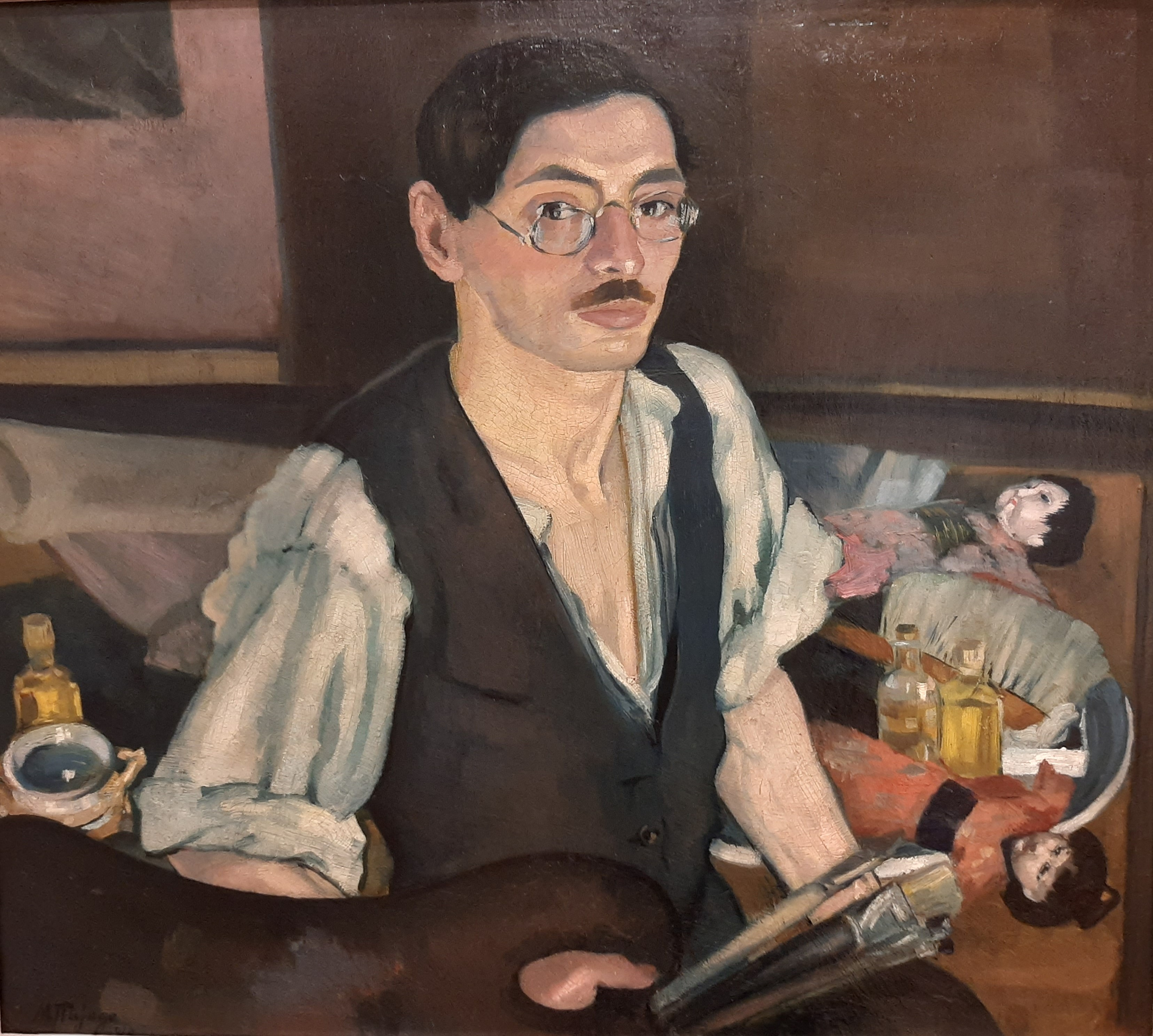
Автопортрет с японскими куклами, 1916. Национальный музей Сербии